# Colobanthus squarrosus
Colobanthus squarrosus är en nejlikväxtart. Colobanthus squarrosus ingår i släktet Colobanthus, och familjen nejlikväxter.

## Underarter
Arten delas in i följande underarter:
- C. s. drucei
- C. s. squarrosus